# Stick PC

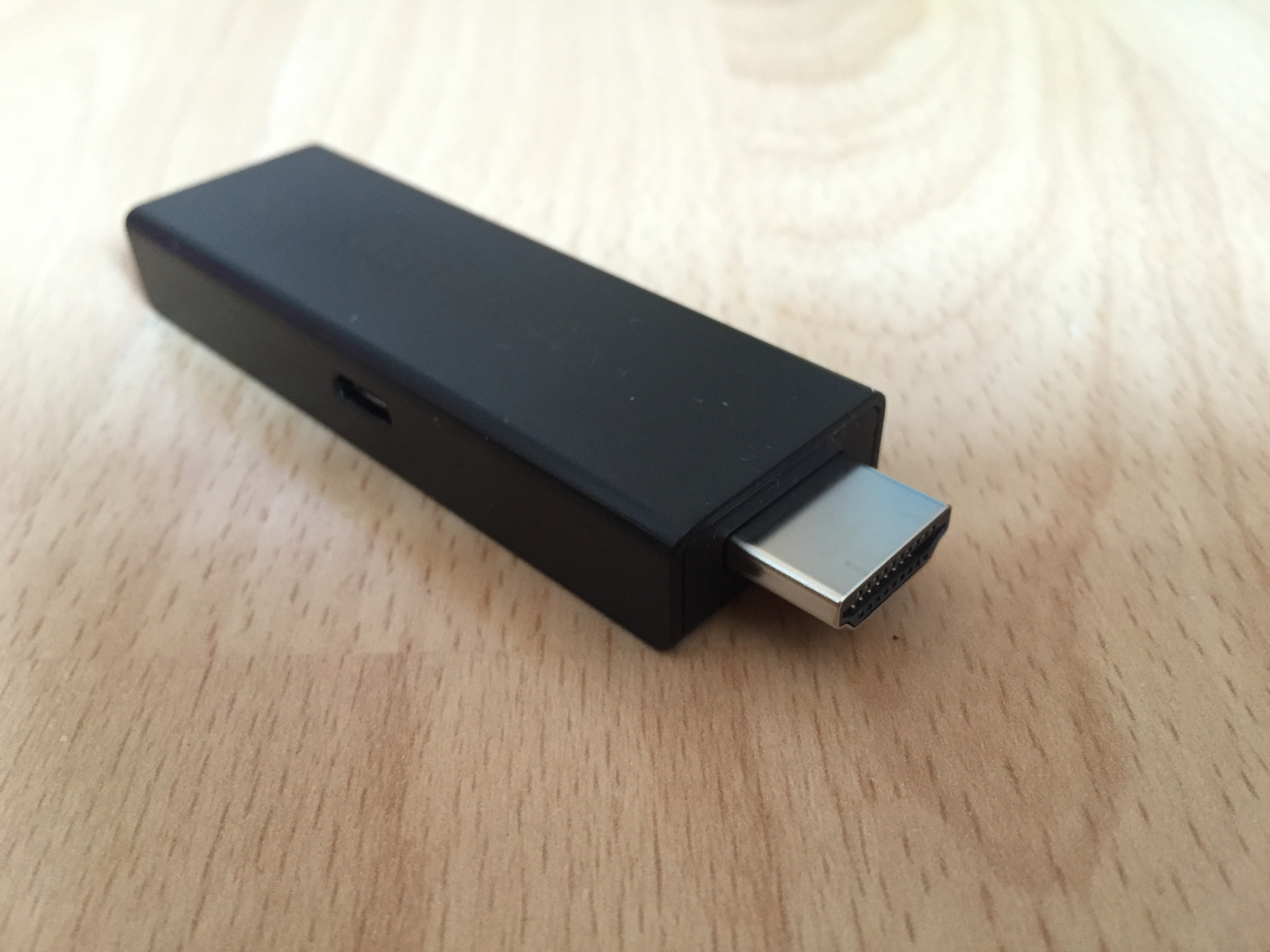
Stick PC

Un MiniPC, Stick PC o PC-en-una-barra es un ordenador en una barra USB, que permite una experiencia consistente en cualquier pantalla o equipo de música, generalmente mediante un puerto HDMI, WiFi y conector de audio. Sirve de compañero para smartphones, tabletas, portátiles, así como añade capacidades a las actuales marcos MP4, televisores (para Televisión inteligente), set top boxes y otros dispositivos que pueden utilizar almacenamiento masivo USB. Al tener USB OTG, permite conectar teclados, ratones y otros dispositivos USB. Su precio suele partir de 35 euros.
Intel Compute Stick fue uno de los primeros PCs en una barra.

## Historia
Gumstix.com trabajó en pequeños ordenadores-en-módulos Linux basados en procesadores ARM y que tenían el tamaño de media barra de chicle. Inicialmente utilizaba un sistema Linux OpenEmbedded en un procesador Marvell Intel XScale PXA255 ARMv5. Gumstix posteriormente actualizó la plataforma para usar Texas Instruments OMAP y las nuevas CPUs XScale. Más recientemente, con el éxito de la plataforma Android en teléfonos y tabletas, los fabricantes han comenzado a construir MiniPCs en esta arquitectura. Cotton Candy, del fabricante noruego FXI Tech, utiliza un procesador Samsung Exynos 4210 (ARM Cortex A9 funcionado a 1.2 GHz una GPU cuatrinúcleo Mali 400) que emplea  Google Android 4.0 Ice Cream Sandwich o Ubuntu. Su sistema está orientado para usos de nube y virtualización.
Always Innovating anunció un nuevo producto en la forma de dispositivo portátil con un tamaño de un decodificador de televisión HDMI, que funcionaba con procesador ARM Cortex A9 TI OMAP 4 a 1.5 GHz y que permite la navegación web y visualización de películas.
Otra iniciativa es el Raspberry Pi, que tiene el tamaño de una tarjeta de crédito y un precio a partir de 19 euros, aunque son ligeramente más grandes que un MiniPC.
Últimamente han aparecido los MiniPCs de Rikomagic  MK802II, UG802 y MK808, con precios desde 35 a 50 euros.

## MiniPCs
- Cotton Candy,[11] CuBox, Gooseberry, Hackberry, Gumstix,[12] Intcrown, Mini-X, Origen, PandaBoard, Raspberry Pi, Rikomagic MiniPC, Sheevaplug, Trim-Slice y Ugoos.

## Otros fabricantes de MiniPCs
- Fastgo
- FordEx Group
- Gestión Global
- GU802
- MINIX
- OEM
- TBS

## Android mini-PC MK802
El Android mini-PC MK802 es un PC-en-una-barra producido por Rikomagic, que utiliza un sistema en un chip (SoC) AllWinner A1X, basado en una arquitectura ARM, compuesta de un ARM V7 basado en un procesador Cortex A8 de 1 GHz, un GPU Mali-400 MP y una Video Processing Unit (VPU) CedarX de AllWinner, capaz de decodificar vídeo 2160p.
Ha sido apodado como "el más pequeño reproductor de Google TV", siendo presentado por primera vez al mercado en mayo de 2023, y es un dispositivo de tamaño diminuto con el que se puede convertir un ordenador en un televisor, y viceversa. Desde su introducción, han aparecido otros cuatro modelos: MK802+ y MK802 II, resultando rediseños y modificaciones menores de los productos originales:
- El III MK802 trajo un nuevo diseño con un Rockchip RK3066, una CPU de doble núcleo (Cortex-A9 a 1,6 GHz), ROM, tanto con 4 GB como con 8 GB y Android 4.1 (en lugar de 4.0 de las versiones anteriores).
- El MK802 IIIS añadido Bluetooth.

El producto es relativamente barato, con un precio aproximado de US$ 50.
También se puede utilizar como una ordenador ligero para internet y la oficina, mediante la instalación de una distribución de Linux como Ubuntu o Lubuntu.
Además, también se puede utilizar el MK802 con Ubuntu o Lubuntu para el control de telefonía móvil / inalámbrica de mundo físico con ECMAScript / JavaScript en combinación con Arduino y node.js.
Tiene el aspecto de un lápiz USB. Debido a que contiene en su interior un procesador, RAM, almacenamiento y puertos de E / S, puede funcionar como un ordenador normal. Este tipo de dispositivo comparte algunas características con Cotton Candy.
Conectores:
- Mini-HDMI
- Mini-USB OTG
- Corriente